# 毛里求斯行政区划
毛里求斯的一级行政区划为毛里求斯离岛，包括毛里求斯岛和几个离岛。一级行政区划由地方政府和离岛部管理。毛里求斯宪法规定毛里求斯共和国包括阿加萊加群島、毛里求斯岛、罗德里格岛、圣布兰登群岛（卡加多斯-卡拉若斯群岛）、特罗姆兰岛和查戈斯群岛（包括迪戈加西亚岛及其它附属岛屿）。毛里求斯政府对查戈斯群岛宣称主权，英国在1968年毛里求斯宣布独立前把该群岛从毛里求斯分开并成立了英屬印度洋領地。另外法国也对特罗姆兰岛宣称主权，该岛为位于马达加斯加和毛里求斯主岛之间的无人居住岛屿。
毛里求斯岛再下分为九个区，此为该国的二级行政区划。

## 一级行政区
毛里求斯的一级行政区为下列岛屿：
- 阿加萊加群島
- 毛里求斯岛
- 罗德里格岛
- 圣布兰登群岛（卡加多斯-卡拉若斯群岛）
- 特罗姆兰岛（与法国争议，由法国实际管辖）
- 查戈斯群岛（与英国争议，由英国实际管辖）

## 二级行政区
毛里求斯岛分为下列九个区：
1. 黑河区
2. 弗拉克区
3. 大港区
4. 莫卡区
5. 庞普勒穆斯区
6. 威廉平原区
7. 路易港区
8. 朗帕河区
9. 萨凡纳区

毛里求斯岛上的区份

九个区包括一个城市、四个城镇和130个村庄。首都为路易港。
威廉平原区主要由四个城镇组成。其它区包括不同的村庄，有的村庄再进一步分为郊区。截至2012年12月31日，城镇人口数量为536,086人，而乡村人口数量为718,925人。

## ISO 3166-2的区划
ISO 3166-2是定义各个国家或地区的主要行政区代码。该标准为毛里求斯的3个属地和9个区定义了代码。
| 代码  | 行政区名                                       | 行政区分类 |
| ----- | ---------------------------------------------- | ---------- |
| MU-AG | 阿加萊加群島                                   | 属地       |
| MU-CC | 卡加多斯-卡拉若斯群岛 （当地称为圣布兰登群岛） | 属地       |
| MU-RO | 罗德里格岛                                     | 属地       |
| MU-BL | 黑河区                                         | 区         |
| MU-FL | 弗拉克区                                       | 区         |
| MU-GP | 大港区                                         | 区         |
| MU-MO | 莫卡区                                         | 区         |
| MU-PA | 庞普勒穆斯区                                   | 区         |
| MU-PW | 威廉平原区                                     | 区         |
| MU-PL | 路易港区                                       | 区         |
| MU-RR | 朗帕河区                                       | 区         |
| MU-SA | 萨凡纳区                                       | 区         |